# Getto tarnowskie

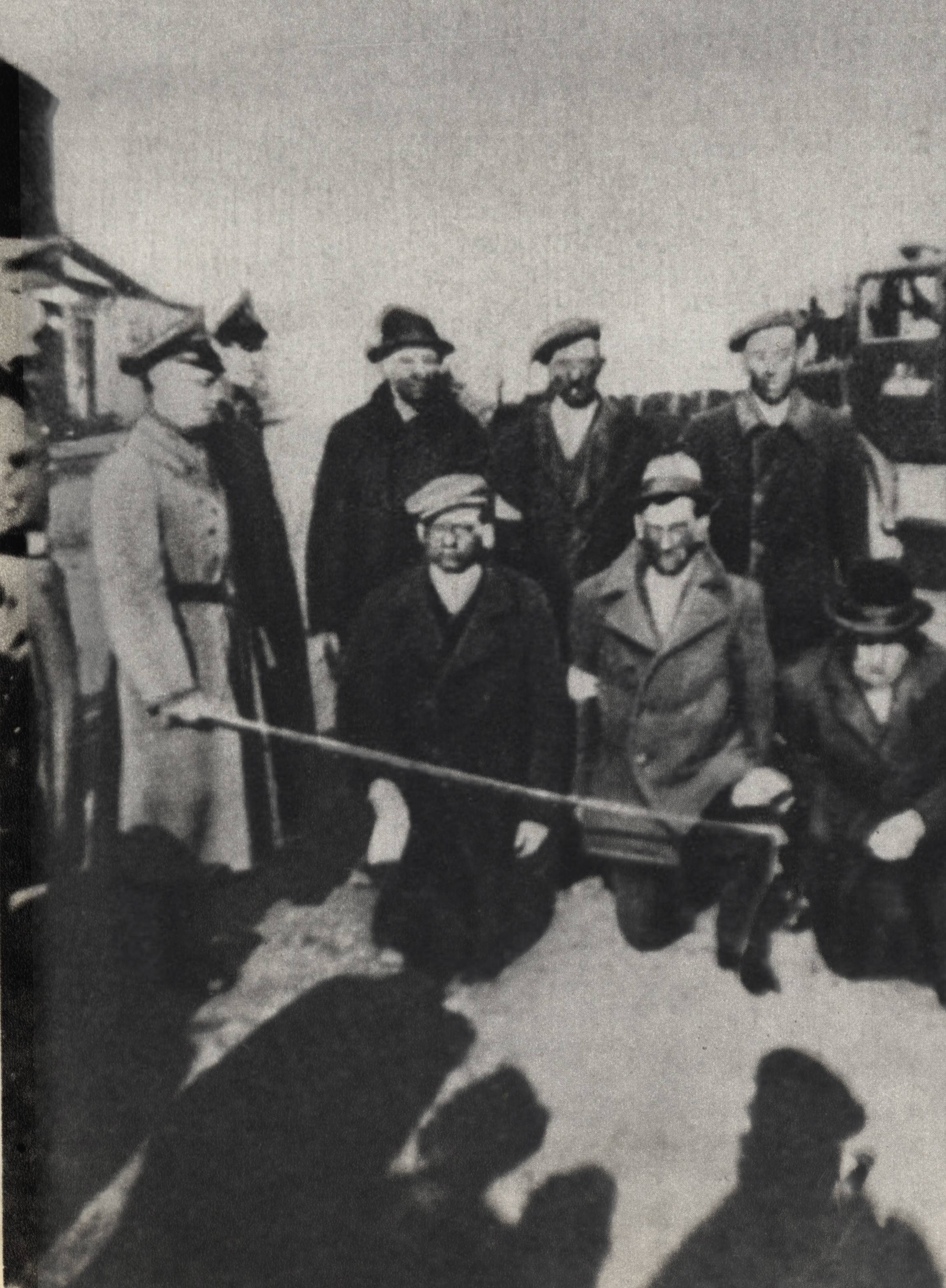
Tarnowscy Żydzi upokarzani i torturowani przez niemieckiego policjanta

Getto tarnowskie – utworzone i prowadzone przez nazistowskie Niemcy getto przeznaczone dla ludności żydowskiej istniejące w Tarnowie, w Polsce, w latach 1942–1943.

## Początki represji
9 listopada 1939 Niemcy zdewastowali i spalili wszystkie domy modlitw, w tym dwie największe synagogi w mieście (Starą i Nową). W 1941 rozpoczęli przymusowe koncentrowanie w Tarnowie ludności żydowskiej z okolicznych wsi i miasteczek. Wskutek tego w mieście jej liczba wzrosła z 25 tysięcy do 40 tysięcy osób. W marcu 1941 Żydzi mieszkający przy ulicach Krakowskiej i Wałowej otrzymali nakaz opuszczenia swoich lokali i przeniesienia się do utworzonej przez okupanta tzw. dzielnicy żydowskiej położonej we wschodniej części Tarnowa. Obszar ten obejmował głównie teren dzielnicy Grabówka. W lecie 1941 okupanci niemieccy zakazali opuszczania tego terenu, a 15 października 1941 nakazali oddanie wszystkich piecyków i ciepłej odzieży i zażądali zapłacenia kontrybucji w kwocie pół miliona złotych. Począwszy od 8 grudnia 1941 niemiecka policja i wojsko rozpoczęły masowe mordy na ludności żydowskiej w Tarnowie.
| Okres         | Liczba zabitych | Miejsce                                        |
| ------------- | --------------- | ---------------------------------------------- |
| czerwiec 1942 | 3000            | Rynek i okoliczne ulice                        |
| czerwiec 1942 | 1500            | cmentarz żydowski                              |
| czerwiec 1942 | 6000            | las Buczyna w Zbylitowskiej Górze pod Tarnowem |
| czerwiec 1942 | 3500            | obóz śmierci w Bełżcu                          |
| wrzesień 1942 | 6500            | obóz śmierci w Bełżcu                          |
| listopad 1942 | 2000            | obóz śmierci w Bełżcu                          |
| wrzesień 1943 | 8000            | obóz w Szebniach i Płaszowie                   |
| Razem         | 30 500          |                                                |

## Getto

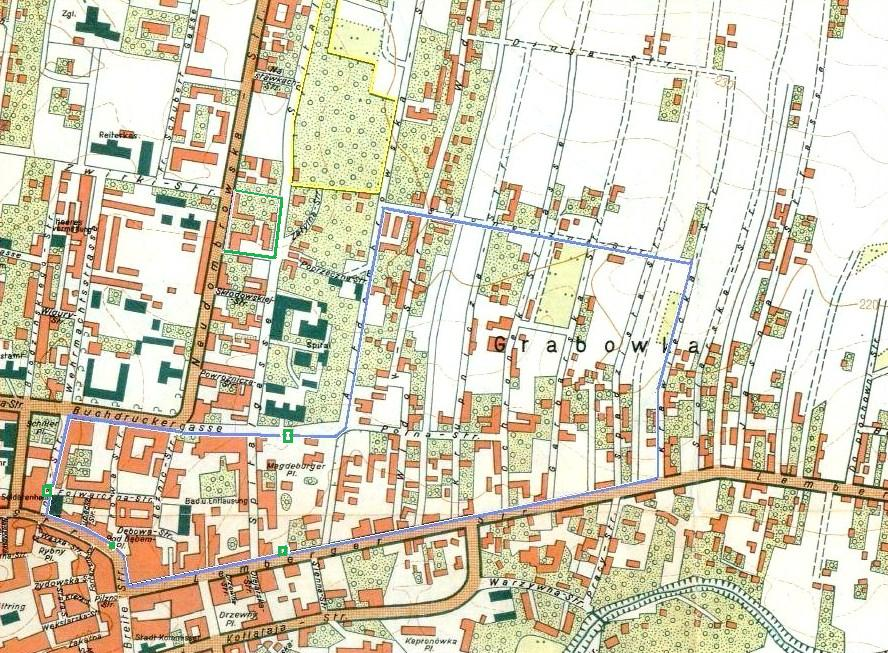
Granice wyznaczonej przez Niemców „stałej dzielnicy żydowskiej” w Tarnowie (sierpień 1942 – wrzesień lub listopad 1942); legenda: granice getta (niebieski), bramy (zielone prostokąty), cmentarz żydowski (żółty), kompleks budynków szpitala żydowskiego (zielony)

19 czerwca 1942 w Tarnowie na mocy zarządzenia landrata Alfreda Kipkego utworzono ogrodzone getto, którego komendantem został Oskar Blache. Przed zamknięciem ulic getta rejestracja wykazała 16 tysięcy osób w wieku od 14 do 50 lat. Zgodnie z rozkazem dowódcy SS, Krugera, tarnowskie getto miało być jednym z pięciu w dystrykcie krakowskim obok Krakowa, Bochni, Rzeszowa i Przemyśla. Likwidacja getta rozpoczęła się 2 września 1943. Do miasta przybył Hauptsturmführer SS, Amon Göth, komendant Obozu Pracy w Krakowie-Płaszowie. Dzielnica żydowska została otoczona. Nastąpiły ostatnie wywózki i mordy. 9 lutego 1944 ogłoszono, że Tarnów został „Judenfrei”.

## Upamiętnienie
Od 1995 corocznie, w połowie czerwca, w rocznicę masowych mordów i utworzenia getta odbywają się w Tarnowie i okolicy Dni Pamięci Żydów Galicyjskich Galicjaner Sztetl. Organizuje je Muzeum Ziemi Tarnowskiej w Tarnowie, Komitet Opieki nad Zabytkami Kultury Żydowskiej w Tarnowie oraz władze miasta i gminy Tarnów. W ramach obchodów odbywają się wystawy, wspólne modlitwy, koncerty oraz zwiedzanie z przewodnikiem miejsc związanych z zagładą i z historią tarnowskich Żydów.